# Simon Hanselmann
Simon Hanselmann est un auteur de bande dessinée australien vivant à Seattle.

## Biographie
En France il est connu principalement pour sa série Megg, Mogg & Owl publiée chez Misma, clin d'œil à la série anglaise de livres pour enfants des années 1970 Meg and Mog, dont les protagonistes sont aussi une sorcière, un chat et un hibou.
Son travail paraît dans des revues comme Vice, Gang Bang Bong, The Lifted Brow et ailleurs et il publie Truth Zone en ligne chez Comic Workbook.
En 2013 il est sélectionné pour le Prix Ignatz du Meilleur comic book (Ignatz Award for Outstanding Comic) pour sa bande dessinée St. Owl's Bay et en 2014 pour le Prix Ignatz de la Meilleure histoire (Ignatz Award for Outstanding Story) pour « Jobs » de Life zone.
En juillet 2017, le quotidien français Libération pré-publie en feuilleton le quatrième volume de la série Megg, Mogg & Owl, intitulé Happy Fucking Birthday, qui paraît l'automne d'après chez Misma.

## Publications

### Ouvrages publiés en français
Megg, Mogg & Owl :
- Maximal Spleen, éditions Misma, 2014, 180 p.  (ISBN 978-2-916254-36-4)
- Magical Ectasy Trip, éditions Misma, 2015, 176 p.  (ISBN 978-2-916254-40-1) - Sélection officielle du Festival d'Angoulême 2016.
- Megg, Mogg & Owl à Amsterdam, éditions Misma, 2016 - Sélection officielle du Festival d'Angoulême 2017
- Happy fucking birthday, éditions Misma, 2017, 136 p.
- Winter Trauma, éditions Misma, 2019, 156p.
- Long Story Short, éditions Misma, 2020, 340p.
- Zone de crise, éditions Dupuis/seuil, 2022, 290p.  (ISBN 978-2021-509-069)
- Sans ambition, éditions Huber, 2023, 176p.

## Récompenses
- 2018 : Prix de la série du festival d'Angoulême pour Megg, Mogg & Owl t. 4 : Happy Fucking Birthday[2]
- 2021 : Prix Eisner du meilleur recueil pour Seeds and Stems et du meilleur webcomic pour Crisis Zone[3]